# Chalcides sepsoides
Chalcides sepsoides (клиномордий сцинк) — вид сцинкоподібних ящірок родини сцинкових (Scincidae). Мешкає в Північній Африці та на Близькому Сході.

## Поширення і екологія
Клиноморді сцинки поширені в Лівії і Єгипті (зокрема на півночі Синаю), а також на узбережжі Ізраїлю та в пустелі Негев. Ізольована популяція мешкає в долині Ваді-ель-Араба на кордону Іхорїлю і Йорданії. Клиноморді сцинки живуть в піщаних пустелях та серед дюн, трапляються серед піщаного ґрунту в степах і чагарниках, а також в оазах. Пересуваються, "плаваючи" серед піску. Влітку ведуть нічний спосіб життя. а взимку — денний. Живородні.